# 市橋村 (岐阜県揖斐郡)
市橋村（いちはしむら）は、かつて岐阜県揖斐郡にあった村である。
現在の揖斐郡池田町市橋、及び大垣市南市橋町に該当する。
池田郡の村であったが、後に揖斐郡の村となった。

## 歴史
- 1889年（明治22年）7月1日 - 町村制により市橋村発足。
- 1897年（明治30年）4月1日[2] - 大野郡の一部と池田郡が合併して揖斐郡となる。本村は揖斐郡に属する。
- 1897年（明治30年）4月1日 - 八幡村、片山村と合併し、改めて八幡村が発足。同日市橋村廃止。
- 1955年（昭和30年）4月1日 - 池田町、八幡村、宮地村と合併し、改めて池田町が発足。
- 1956年（昭和31年）4月1日 - 旧市橋村域の南部が池田町より分離[3]し、不破郡赤坂町[4]に編入され、赤坂町南市橋[5]となる。